# 解放路 (杭州)
30°15′01″N 120°10′39″E / 30.2504142°N 120.1773972°E
解放路（坐标：
）位于中国浙江省杭州市上城区中部，是杭州市的东西交通干道。东起环城东路南段金衙庄，西接西湖景区，与湖滨路和南山路相接。沿线与浣纱路、中山路、中河路、建国路相交。长2148米，宽18米，为沥青路面。在1980-90年代是杭州最繁华的商业购物中心。沿途的著名建筑物有浙二医院、奎元馆、天香楼、杭州解百等。通多路公共汽车。

## 历史
在南宋时，该路西段在城内闹市区，有丰乐坊、义和坊、寿安坊。清朝时西段为迎紫门大街、井亭大街、院后街，东段为大方伯巷、葵巷、珍珠巷等。1913年西段称迎紫路，东段称新民路。1946年两段合并称中正街。1949年改为解放路。1954年改为解放街。1956年延伸东段，1964年又改回解放路之名。

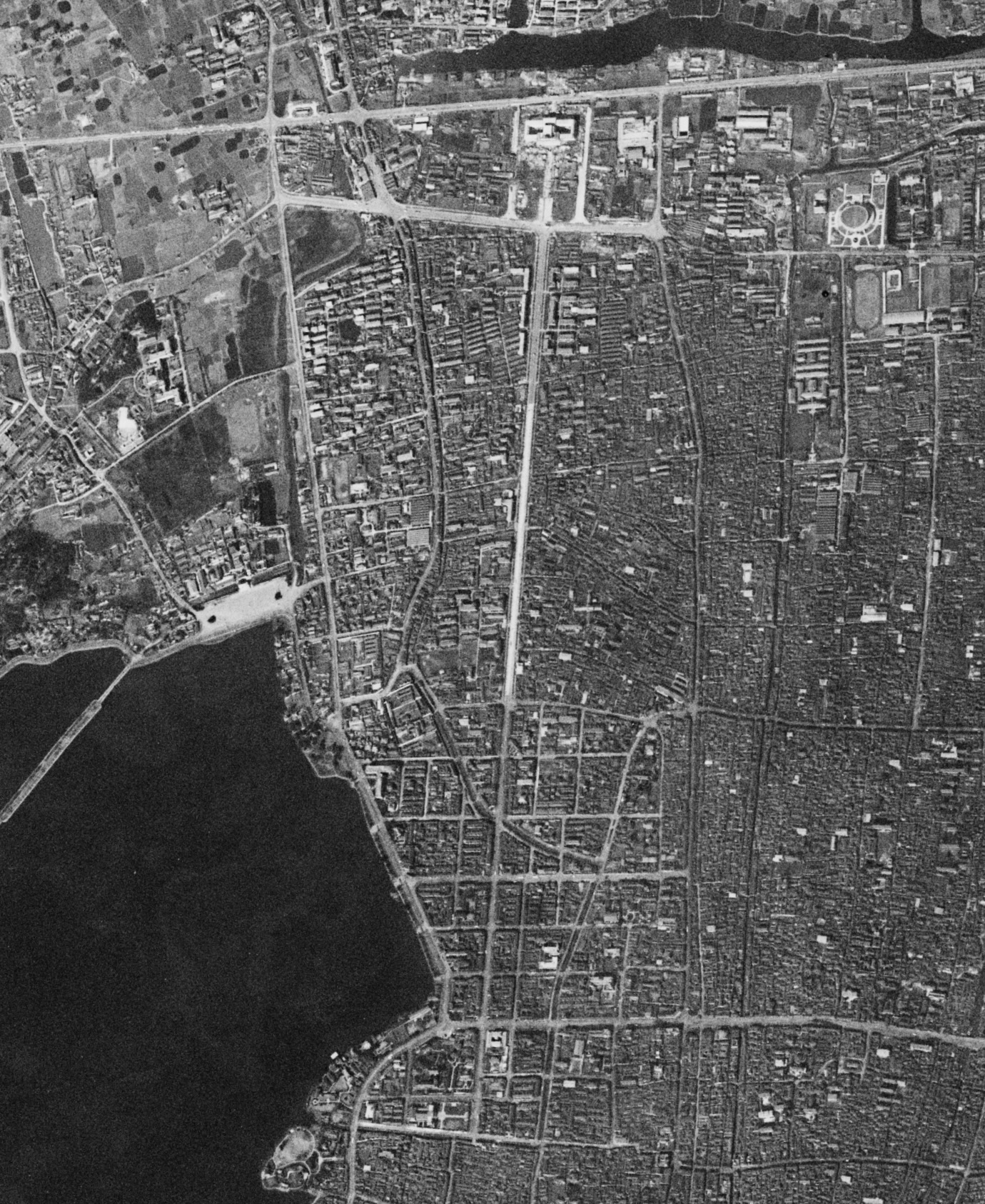
解放路穿越湖滨（下侧）和延安路相交（1969年）

## 道路状况
解放路与延安路交叉处有人行立交桥，中河路交叉处有丰乐桥人行地道。与浣纱路相交处有唐朝李泌开凿的相国井。